# Duse (film)
Duse is een toekomstige Italiaans-Franse biografische film, geregisseerd en mede geschreven door Pietro Marcello. De hoofdrollen worden vertolkt door Valeria Bruni Tedeschi en Noémie Merlant.

## Verhaal
Na de Eerste Wereldoorlog keert voormalig actrice Eleonora Duse terug naar het toneel, waarbij ze worstelt met haar leeftijd en broze gezondheid, terwijl ze haar utopische idealen probeert te bereiken.

## Rolverdeling
| Acteur                 | Personage                                |
| ---------------------- | ---------------------------------------- |
| Valeria Bruni Tedeschi | Eleonora Duse                            |
| Noémie Merlant         | Enrichetta Checchi, dochter van Eleonora |
| Fanni Wrochna          | Désirée Von Wertheimstein                |
| Fausto Russo Alesi     | Gabriele d'Annunzio                      |
| Edoardo Sorgente       | Giacomo Rossetti Dubois                  |
| Vincenzo Nemolato      | Memo Benassi                             |
| Gaja Masciale          | Cecilia Rinaldi                          |
| Vincenza Modica        | Matilde Serao                            |
| Mimmo Borrelli         | Ermete Zacconi                           |
| Savino Paparella       | Dr. Luciano Nicastrelli                  |

## Productie
Duse is een coproductie van het Italiaanse Palomar, Avventurosa, Rai Cinema en PiperFilm met het Franse Ad Vitam. The Match Factory verwierf de internationale distributierechten. Het is de vijfde samenwerking tussen Marcello en The Match Factory.

### Filmopnames
De filmopnames vonden plaats van begin maart tot medio april 2024, onder andere in Venetië.

## Release
Duse zal op 3 september 2025 in première gaan op het Filmfestival van Venetië in de competitie voor de Gouden Leeuw.

## Prijzen en nominaties
De belangrijkste:
| Jaar | Prijs                    | Categorie    | Genomineerde(n) | Uitslag       |
| ---- | ------------------------ | ------------ | --------------- | ------------- |
| 2025 | Filmfestival van Venetië | Gouden Leeuw | Pietro Marcello | In afwachting |